# Liste der Biografien/Cus
Liste der Biografien |
Portal Biografien |
Personensuche
# |
A |
B |
C |
D |
E |
F |
G |
H |
I |
J |
K |
L |
M |
N |
O |
P |
Q |
R |
S |
T |
U |
V |
W |
X |
Y |
Z |
?
 
Ca |
Cb |
Cc |
Ce |
Ch |
Ci |
Cj |
Ck |
Cl |
Cm |
Cn |
Co |
Cr |
Cs |
Ct |
Cu |
Cv |
Cw |
Cy |
Cz
 
Cua |
Cub |
Cuc |
Cud |
Cue |
Cuf |
Cug |
Cuh |
Cui |
Cuj |
Cuk |
Cul |
Cum |
Cun |
Cuo |
Cup |
Cuq |
Cur |
Cus |
Cut |
Cuv |
Cuw |
Cux |
Cuy |
Cuz
Die Liste der Biografien führt alle Personen auf, die in der deutschsprachigen Wikipedia einen Artikel haben. Dieses ist eine Teilliste mit 133 Einträgen von Personen, deren Namen mit den Buchstaben „Cus“ beginnt.

## Cus
- CUS (1960–2022), deutscher Rätselautor
- Čuš, Andrej (* 1990), slowenischer Politiker

### Cusa
- Cusa, Noel (1909–1990), britischer Vogelmaler
- Cusa, Salvatore (1822–1893), italienischer Arabist und Diplomatiker
- Cusack, Ann (* 1961), US-amerikanische Schauspielerin
- Cusack, Cyril (1910–1993), irischer Schauspieler
- Cusack, Dymphna (1902–1981), australische Schriftstellerin
- Cusack, Joan (* 1962), US-amerikanische Schauspielerin
- Cusack, John (* 1966), US-amerikanischer Schauspieler, Filmproduzent und DrehbuchautorJohn Cusack (* 1966)

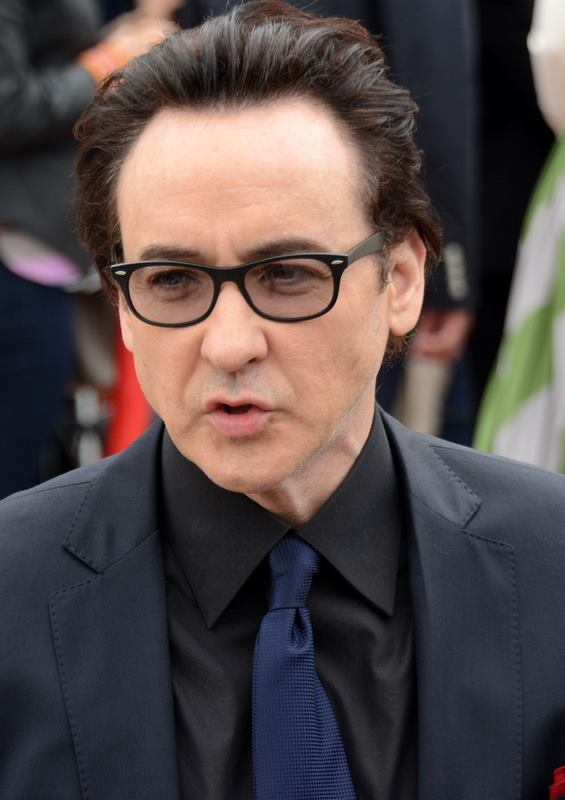
John Cusack (* 1966)

- Cusack, Kim († 2023), US-amerikanischer Jazz-Klarinettist und Saxophonist des Dixieland
- Cusack, Maddy (1995–2023), englische Fußballspielerin
- Cusack, Michael (1847–1906), irischer Lehrer und Gründer der Gaelic Athletic Association
- Cusack, Neil (* 1951), irischer Langstreckenläufer
- Cusack, Peter (* 1948), britischer Musiker (Gitarre, Bouzouki) und Klangkünstler
- Cusack, Pud, Tonmeisterin
- Cusack, Robert (* 1950), australischer Schwimmer
- Cusack, Sinéad (* 1948), irische SchauspielerinSinéad Cusack (* 1948)

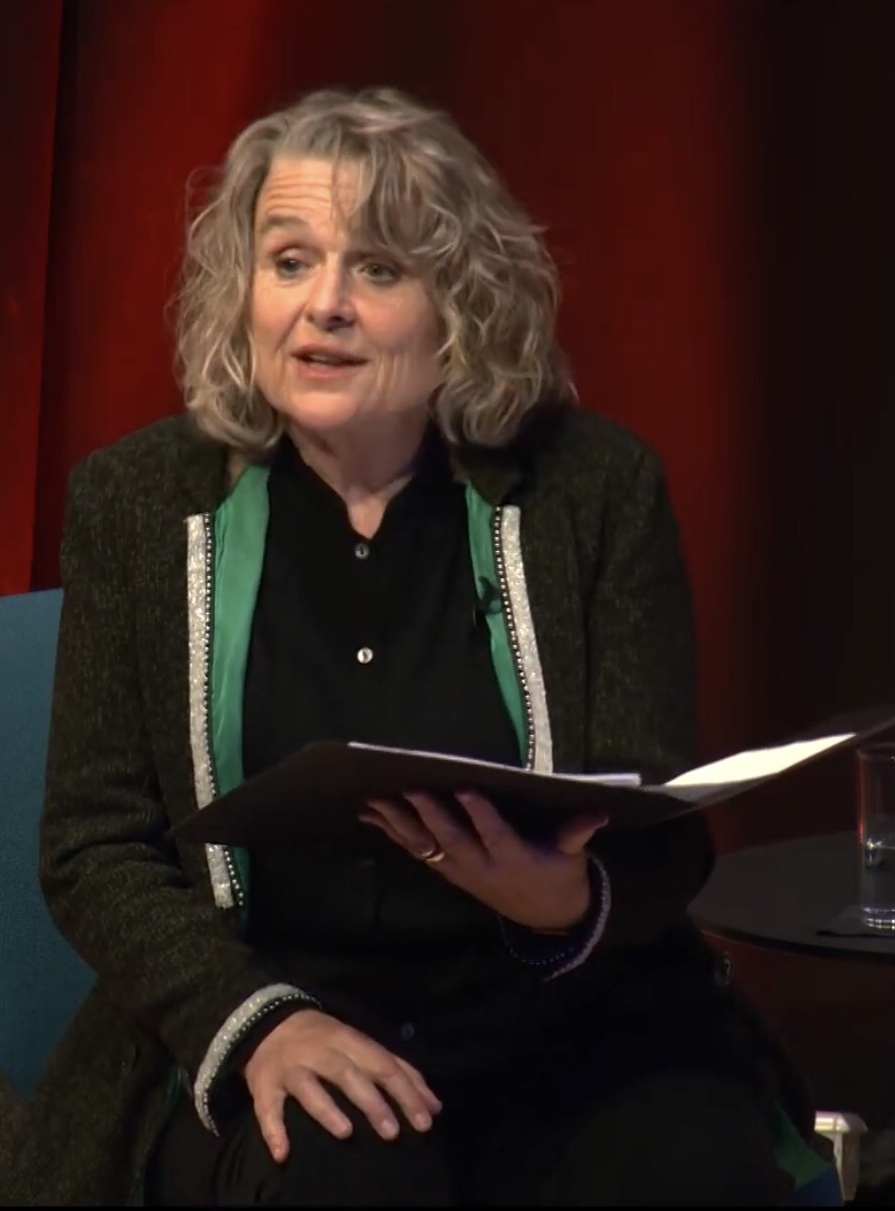
Sinéad Cusack (* 1948)

- Cusack, Sorcha (* 1949), irische Schauspielerin
- Cusack, Susie (* 1971), US-amerikanische Schauspielerin
- Cusack, Thomas (1858–1926), US-amerikanischer Politiker
- Cusack, Thomas Francis (1862–1918), US-amerikanischer Geistlicher, Bischof von Albany
- Cusance, Béatrix de (1614–1663), französische Aristokratin
- Cusanit, Kenah (* 1979), deutsche Autorin

### Cusc
- Cuschieri, Joseph (* 1968), maltesischer Politiker, MdEP
- Cuschieri, Rachel (* 1992), maltesische Fußballspielerin
- Cuscito, Giuseppe (1940–2024), italienischer Archäologe und Historiker
- Cuscó i Panadès, Amadeu (1876–1942), katalanischer Pianist, Organist, Kapellmeister und Komponist
- Cuscuna, Michael (1948–2024), US-amerikanischer Jazz-Produzent

### Cusd
- Cusden, Phoebe (1887–1981), britische Sozialistin, Gewerkschafterin, Pädagogin, Friedensaktivistin und Politikerin

### Cuse
- Cuse, Carlton (* 1959), US-amerikanischer Drehbuchautor und geschäftsführender Produzent

### Cush
- Cush, Wilbur (1928–1981), nordirischer Fußballspieler
- Cushenberry, Lloyd (* 1997), US-amerikanischer American-Football-Spieler
- Cushier, Elizabeth (1837–1931), amerikanische Ärztin und Hochschullehrerin
- Cushing, Brian (* 1987), US-amerikanischer American-Football-SpielerBrian Cushing (* 1987)

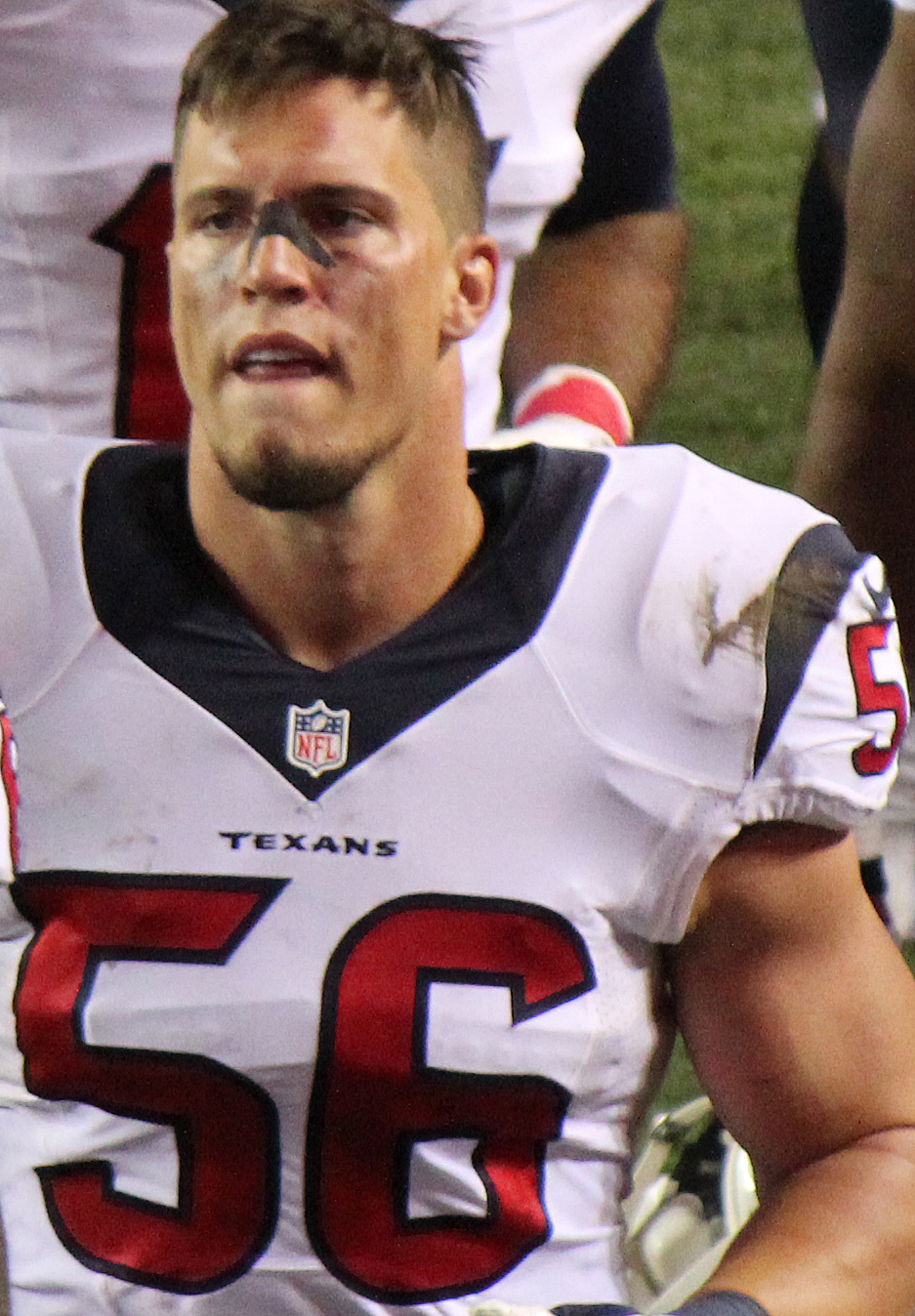
Brian Cushing (* 1987)

- Cushing, Caleb (1800–1879), US-amerikanischer Jurist, Politiker und Diplomat
- Cushing, David (1920–2008), britischer Fischereibiologe
- Cushing, Frank Hamilton (1857–1900), US-amerikanischer Ethnologe
- Cushing, Grafton D. (1864–1939), US-amerikanischer Politiker
- Cushing, Harvey (1869–1939), US-amerikanischer Neurochirurg
- Cushing, Peter (1913–1994), britischer Schauspieler
- Cushing, Richard (1895–1970), US-amerikanischer Geistlicher, Erzbischof von Boston und Kardinal der römisch-katholischen Kirche
- Cushing, Stephen B. (1812–1868), US-amerikanischer Jurist und Politiker
- Cushing, Thomas (1725–1788), US-amerikanischer Politiker
- Cushing, William (1732–1810), US-amerikanischer Jurist
- Cushion, Mike (* 1942), britischer Diskuswerfer
- Cushley, John (1943–2008), schottischer Fußballspieler
- Cushley, Leo (* 1961), schottischer Geistlicher, römisch-katholischer Erzbischof von Saint Andrews und Edinburgh, Großprior des Ritterordens vom Heiligen Grab zu Jerusalem
- Cushman, Charlotte Saunders (1816–1876), US-amerikanische Schauspielerin
- Cushman, Clifton (1938–1966), US-amerikanischer Hürdenläufer
- Cushman, David (1939–2000), US-amerikanischer Chemiker
- Cushman, Florence (1860–1940), US-amerikanische Astronomin, Harvard-Computerin
- Cushman, Francis W. (1867–1909), US-amerikanischer Politiker
- Cushman, Henry W. (1805–1863), US-amerikanischer Politiker
- Cushman, John H. (1921–2017), US-amerikanischer Offizier, Generalleutnant der US-Army
- Cushman, John P. (1784–1848), US-amerikanischer Jurist und Politiker
- Cushman, Joseph Augustine (1881–1949), US-amerikanischer Paläontologe
- Cushman, Joshua (1761–1834), US-amerikanischer Politiker
- Cushman, Pauline (1833–1893), US-amerikanische Spionin
- Cushman, Robert E. Jr. (1914–1985), US-amerikanischer General (Marine Corps)
- Cushman, Robert Eugene (1889–1969), US-amerikanischer Politikwissenschaftler und Hochschullehrer
- Cushman, Samuel (1783–1851), US-amerikanischer Politiker
- Cushman, Tom (* 1964), US-amerikanischer Eisschnellläufer
- Cushnahan, John (* 1948), irischer Politiker, MdEP
- Cushnir, Raphael, US-amerikanischer Autor
- Cushny, Arthur Robertson (1866–1926), schottischer Pharmakologe und Physiologe

### Cusi
- Cusi, Giuseppe (1780–1864), italienischer Architekt und Geometer
- Cusi, Jhon (* 1985), peruanischer Leichtathlet
- Cusic, Eddie (1926–2015), US-amerikanischer Bluesgitarrist und Sänger
- Cusick, Henry Ian (* 1967), peruanischer Film- und TheaterschauspielerHenry Ian Cusick (* 1967)

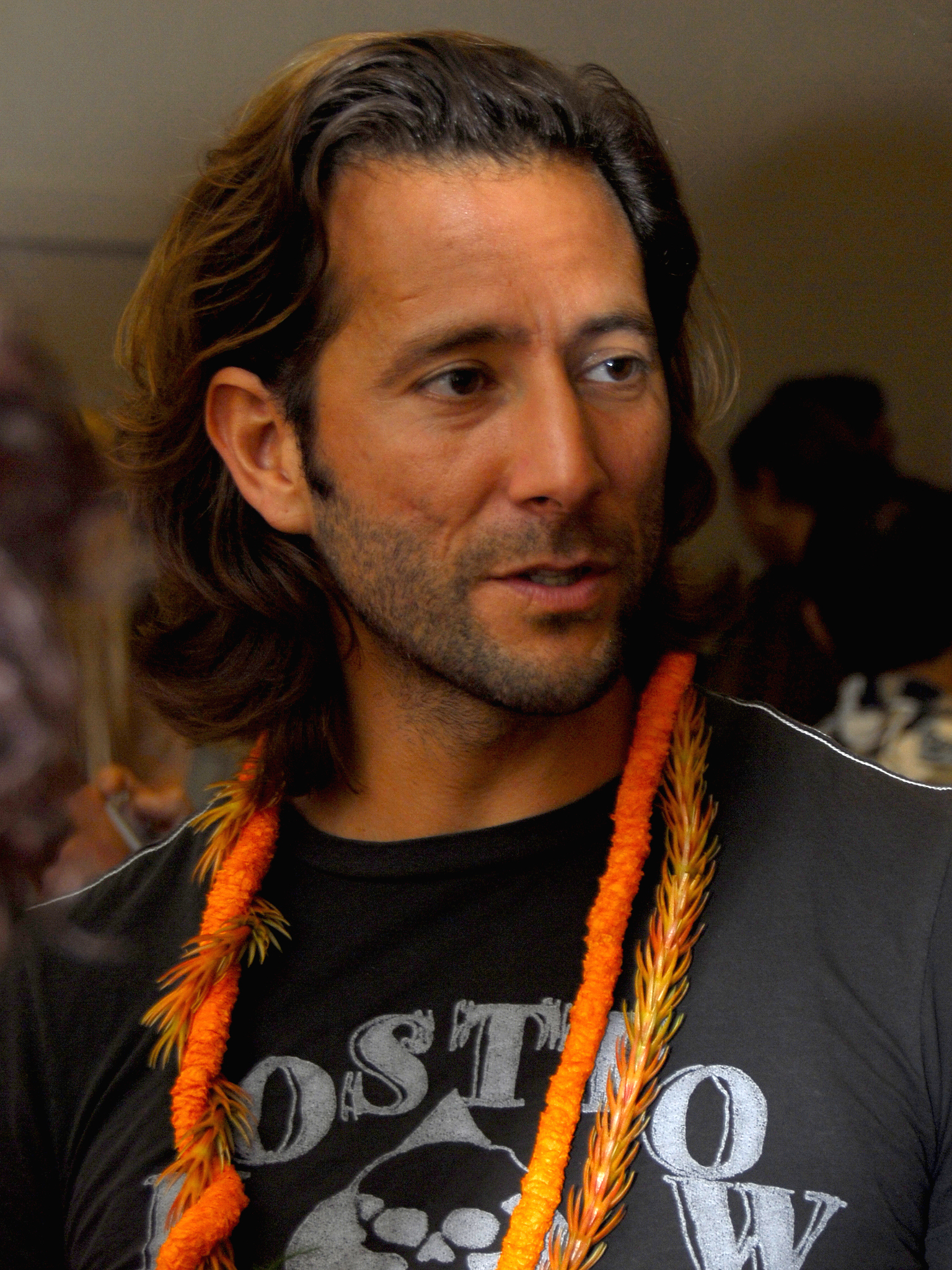
Henry Ian Cusick (* 1967)

- Cusimano, Vince (* 1981), US-amerikanischer Schauspieler, Drehbuchautor und Filmproduzent
- Cusin, Marco (* 1985), italienischer Basketballspieler
- Cusin, Rémi (* 1986), französischer Radrennfahrer
- Cusins, William George (1833–1893), englischer Pianist, Organist, Geiger, Dirigent und Komponist
- Cusiter, Chris (* 1982), schottischer Rugbyspieler

### Cusk
- Cusk, Rachel (* 1967), britische Schriftstellerin
- Cuskelly, Eugene James (1924–1999), australischer römisch-katholischer Ordensgeistlicher und Weihbischof in Brisbane
- Cuskelly, Ryan (* 1987), australischer Squashspieler

### Cusm
- Cusma Piccione, Elisa (* 1981), italienische Mittelstreckenläuferin

### Cusp
- Cuspert, Denis (* 1975), deutscher Gangsta-Rapper und Salafist
- Cuspidius Flaminius Severus, römischer Statthalter
- Cuspinian, Johannes (1473–1529), Humanist, Dichter und Diplomat in habsburgischen Diensten
- Cuspius Camerinus, Lucius, römischer Suffektkonsul (126)
- Cuspius Fadus, erster Prokurator Roms in Judäa (44 n. Chr.–46 n. Chr.)
- Cuspius Pactumeius Rufinus, Lucius, römischer Konsul 142
- Cuspius Pansa, Gaius, römischer Bürger von Pompeji

### Cuss
- Cussick, Ian (* 1954), schottischer Sänger, Bassist und Songschreiber
- Cussler, Clive (1931–2020), US-amerikanischer Schriftsteller
- Cussler, Dirk (* 1961), US-amerikanischer Schriftsteller
- Cusson, Gabriel (1903–1972), kanadischer Komponist und Musikpädagoge
- Cusson, Michel (* 1957), kanadischer Komponist
- Cussons, Sheila (1922–2004), südafrikanische Dichterin und Malerin

### Cust
- Cust, Lionel (1859–1929), britischer Kunsthistoriker
- Custance, Barbara (1909–1985), kanadische Pianistin und Musikpädagogin
- Custance, Olive (1874–1944), britische Dichterin
- Custer, Bob (1898–1974), US-amerikanischer Schauspieler, vor allem in B-Western
- Custer, Cole (* 1998), US-amerikanischer Stockcar-Rennfahrer
- Custer, Edward L. (1837–1881), US-amerikanischer Maler
- Custer, George Armstrong (1839–1876), Kavalleriegeneral während des Amerikanischen Bürgerkrieges und des IndianerkriegesGeorge Armstrong Custer (1839–1876)

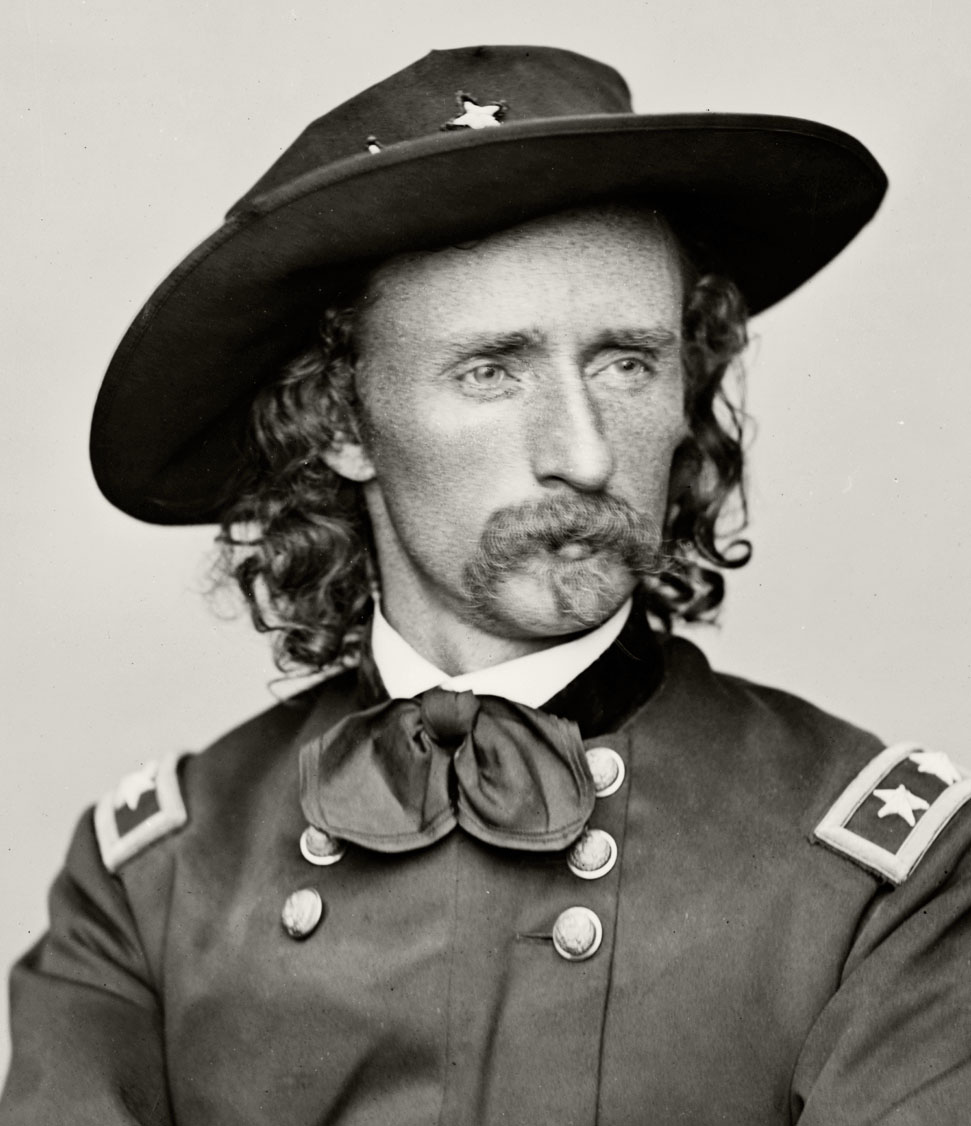
George Armstrong Custer (1839–1876)

- Custer, Hermann (1823–1893), Schweizer Münzwardein
- Custer, Johann Heinrich (1757–1818), Schweizer Garn- und Leinwandhändler sowie Gründer einer Bank
- Custer, Nicolas (1766–1800), luxemburgischer katholischer Priester
- Custer, Thomas (1845–1876), US-amerikanischer Kavalleriehauptmann während des Sezessionskriegs und des IndianerkriegsThomas Custer (1845–1876)

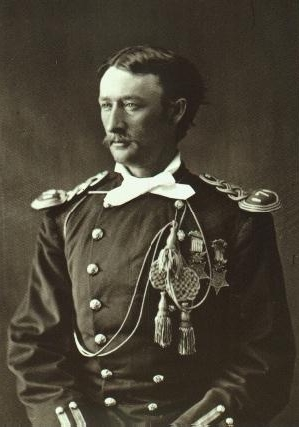
Thomas Custer (1845–1876)

- Custer, Walter (1909–1992), Schweizer Architekt
- Custer, Willard Ray (1899–1985), US-amerikanischer Erfinder und Luftfahrtvisionär
- Custers, Pieter (* 1984), niederländischer Bogenschütze
- Custers, Theo (* 1950), belgischer Fußballtorwart
- Ćustić, Hrvoje (1983–2008), kroatischer Fußballspieler
- Custic, Marta (* 2002), spanische Tennisspielerin
- Custine, Adam-Philippe, de (1740–1793), französischer General
- Custine, Astolphe de (1790–1857), französischer Reiseschriftsteller
- Custis Lee, George Washington (1832–1913), General der Konföderierten, Präsident des Washington and Lee College
- Custis, Daniel Parke (1711–1757), britischer Pflanzer
- Custis, George Washington Parke (1781–1857), US-amerikanischer Autor, Redner und Dramatiker
- Custis, John Parke (1754–1781), US-amerikanischer Pflanzer und Stiefsohn von George Washington
- Custódia, Manuel (* 2001), portugiesischer Schauspieler und Model
- Custódio (* 1983), portugiesischer Fußballspieler
- Custodio, Olivier (* 1995), Schweizer Fussballspieler
- Custodio, Sergio (1947–2020), guatemaltekischer Philosoph, Theologe und Professor im Fachgebiet der Logic und Metaphysik
- Custodis, Ernst (1898–1990), deutscher Augenarzt und Hochschullehrer
- Custodis, Ferdinand (1842–1911), deutscher Bildhauer
- Custodis, Franz Bernhard (1775–1851), deutscher Beamter, Zeichner und Radierer
- Custodis, Hieronimo, flämischer Porträtmaler
- Custodis, Karl (1844–1925), deutscher Jurist und Politiker (Zentrum), MdR
- Custodis, Leopold (1762–1837), Oberbürgermeister von Düsseldorf 1824
- Custodis, Max Joseph (1805–1885), deutscher Architekt
- Custodis, Michael (* 1973), deutscher Musikwissenschaftler
- Custodis, Paul-Georg (* 1940), deutscher Architekt und Denkmalpfleger
- Custor, Wilhelm (1824–1858), deutscher Porträtmaler der Düsseldorfer Schule
- Custos, Bruno (* 1977), französischer Fußballspieler
- Custos, Dominicus (1560–1612), niederländischer Zeichner, Kupferstecher und Verleger
- Custos, Raphael († 1664), deutscher Kupferstecher, Radierer und Verleger
- Custov, Alexandru (1954–2008), rumänischer Fußballspieler
- Čustović, Adnan (* 1978), bosnisch-herzegowinischer Fußballspieler